# ギャプラン
- 機動戦士Ζガンダム > ティターンズの機動兵器 > ギャプラン
- 機動戦士ガンダム エコール・デュ・シエル > ギャプラン
- ADVANCE OF Ζ ティターンズの旗のもとに > ティターンズの機動兵器 > ギャプラン

ギャプラン (GAPLANT) は、「ガンダムシリーズ」のうち宇宙世紀を舞台とする作品に登場する架空の兵器。有人操縦式の機動兵器「モビルアーマー (MA)」のひとつ。初出は1985年放送のテレビアニメ『機動戦士Ζガンダム』。
作中の敵側勢力である地球連邦軍特殊部隊「ティターンズ」の所属機で、人型である「モビルスーツ」形態への変形機構を持つ可変MA (TMA) 。MA形態は両側面に自在に動くバインダーを装備し、強大な推進力のみで強引に空中を飛行する。しかし、通常のパイロットでは加速時や方向転換時に発生するGに耐えられないため、人為的に身体能力を高めた「強化人間」の専用機となっている。宇宙での運用も可能で、のちに一般パイロット向けにリミッターをかけた機体も生産される。
劇中では、強化人間のロザミア・バダム（バタム）や、エース・パイロットであるヤザン・ゲーブルが搭乗し、主人公カミーユ・ビダンが所属する反地球連邦組織「エゥーゴ」と戦う。
本記事では、外伝作品などに登場するバリエーション機についても解説する。

## デザイン
メカニックデザインは藤田一己。『Ζガンダム』のMSデザイナー募集にあたり、藤田が監督の富野由悠季に提出したMS画稿「ドミンゴ」に若干リテイクを加えられて採用された。

## 設定解説
地球連邦軍の可変MA。開発はオークランド・ニュータイプ研究所による（型式番号の頭の "O" はオークランドの略）。
本機はガンダムTR-1［ヘイズル］が装備したシールドブースターのアイデアソースを元に開発されており、TR-1の最高速形態のコンセプト「推力方向の統一」を実証した機体でもある。MA形態では全スラスターが後方を向くため、爆発的な加速性能を誇る。
本来は宇宙用として開発された機体である（一方、宇宙用は大気圏内用のあとに開発されたとする資料もある）ため、大気圏内での飛行時間は短く、機体形状による飛行特性もアッシマーに劣る。ただし、大気圏内での本機は高々度迎撃用であり、専用のブースターによって成層圏まで到達したあとはなかば自由落下の状態で戦闘をおこなうため、さほど問題にはならない。大気圏内用の推進システムは熱核ジェット、宇宙用は熱核ロケットを搭載する。アッシマーが火力に乏しいことからその充実が求められ、本機はアッシマーを上回る火力と運動性を付与された。
機体構造には変形機構を組み込んだムーバブルフレームを採用しており、ガンダリウムγとマグネット・コーティングによる1秒以内の変形を実現している。両腕部のムーバブル・シールド・バインダーにより、機体の向きを変えることなく急上昇・急降下が可能であるが、急激な方向転換にパイロットが耐えられず、テストフライトを含めた機体の改良は耐G仕様の強化人間を擁するオーガスタ・ニュータイプ研究所に移管されている（そのため、オークランドとオーガスタ両研究所の共同開発ともいわれる）。のちにこの欠点は改良され、一般兵士でも搭乗可能な機体が生産されている。
コックピットは腹部にあるが、MA形態では後頭部のサブ・コックピット・ハッチから乗降する。また、着艦時などにはMA形態から脚を出した「ガウォーク形態」をとることも可能。

### 武装・装備
ムーバブル・シールド・バインダー / ビーム・ライフル（メガ粒子砲）
単に「ムーバブル・シールド」とも呼ばれる。両肘部にアームを介して取り付けられており、それぞれビーム・ライフル1基とスラスター3基を内装する。いずれもケーブルを介してジェネレーターと直結しており、出力およびレスポンスが高い。フレキシブルな可動により、航空機とは思えない挙動をとることが可能。伸縮式で、最終装甲には耐ビーム・コーティングが施されている。
ビーム・ライフルは出力3メガワット。機体の特性上、武装の携行が現実的でなく、一撃離脱を主な戦術とすることからバインダーとの一体式とされているが、MS形態時には裏側のグリップを90度起こして握ることも可能。2門同時発射により、威力を倍増させることも可能。
ビーム・サーベル
腰部側面装甲内側に格納されており、出力は0.6メガワット。本機は基本的に格闘戦そのものを想定しておらず、あくまでも緊急時の自衛装備としての意味合いが強いともいわれるが、テレビ版第25話ではヤザンが二刀流を披露しているうえ、その後の作戦でもかなりの回数で格闘戦をおこなっており、Ζガンダムをも追いつめている。ビーム刃の色は黄色。テレビ版第26話では、ヤザンが遺棄されたグワジンの格納庫内に廃棄されていたゲルググのビーム・ナギナタを拾い、使用している。
専用ブースター
MS形態で股間部に当たる部分に、ドッキングユニットとラッチを介して追加装備される。これにより、衛星軌道上までの到達が可能となり、軌道上の防空システムが突破された場合の迎撃や、さらに大気圏上層まで進出しての空間戦も想定されている。また、本機はブースターによる弾道飛行により、地球上のどの地域へも30分以内に展開することを目標として開発されたともいわれる。なお、ブースターを装着したままでの変形も可能。

### 劇中での活躍
『Ζ』第14話で初登場。オーガスタ研究所でテスト中の機体が実戦投入される。ロザミア・バダム（小説版、および劇場版では「バタム」）が搭乗し、カラバのハヤト・コバヤシが指揮するアウドムラに同行するカミーユ・ビダンのガンダムMk-IIやクワトロ・バジーナの百式を翻弄するほか、無断出撃したカツ・コバヤシのガンダムMk-IIらを追い込むが、カミーユのリック・ディアス（劇場版ではガンダムMk-II）に撃墜され、ロザミアはシートを射出して脱出する。宇宙ではロザミア機のデータを元に一般兵用に調整された機体にヤザン・ゲーブルが搭乗し、カミーユのΖガンダムやエマ・シーンのガンダムMk-IIといったアーガマやラーディッシュの主力機と交戦しており、本来は不向きであるともいわれる格闘戦でも善戦する。なお、ヤザンの搭乗機は全天周囲モニターに欠陥があり、当初は機体下方に死角が生じていたが、調整を経て改善されている。
宇宙世紀0105年を描いた劇場アニメ版『機動戦士ガンダム 閃光のハサウェイ』では、冒頭で「マフティー・ナビーユ・エリン」を騙る人物をリーダーとする武装集団が旅客シャトル「ハウンゼン」をハイジャックする際に使用する。大気圏を突破したハウンゼンに対し、ブースター装備で成層圏まで上昇した後、MS形態で後方から音もなく近付いて武装集団を乗せたポッドを天井のハッチに設置し、MA形態に変形して飛び去る。とある基地に放棄されていた組み立て途中の機体を持ち出したものであり、ロールアウトカラーと思われる緑を基調としている。なお、原作小説版および漫画版では武装集団はベースジャバーを使用しているため本機は登場しないが、小説版の登場MSが少ないため増やせないかアニメ版スタッフ総出で考えた結果、高高度で運用可能な本機に白羽の矢が立ったという。
漫画雑誌『ガンダムエース』2004年4月号・5月号に掲載された松田未来の漫画『蒼空の長槍 Blue Sky in 0087』では、エゥーゴによるジャブロー降下作戦をきっかけとして、上空から降下する敵に対して追加ブースターを装備した可変MAによる大気圏上での単独迎撃戦闘を目的とした「サリッサ計画」に携わる人々が描かれており、ダン・ニムロドが本機に搭乗する。
漫画『機動戦士ガンダム MSV-R ジョニー・ライデンの帰還』では、0090年に再びヤザン（作中では「ヴァースキ」を名乗る）が搭乗する。機体色は青。部下のバレンスタインとカワセも搭乗するが、こちらは一般的な兵士が扱えるようにデチューンされている。
ムック『月刊タクテクス1988年5月号別冊 GUNDAM GAMES』掲載のリプレイ小説「Beak through」には本機が2機登場し、ネオ・ジオン軍残党のMSと交戦している。 
小説『ガイア・ギア』では、宇宙世紀0203年に南の島へ流れ着いて久しい本機が描かれる。損傷して朽ち果てており、もはや再稼働できる状態ではないが、外形から本機であることは明白である。
漫画『機動戦士Ζガンダム Define』では、ゲーツ・キャパが搭乗する。

## 原型機・バリエーション

### ドミンゴ
勁文社発行のゲームブック『機動戦士Ζガンダム〜ジェリド出撃命令』に登場（型式番号：ORX-003）。前述の通り、「ドミンゴ」の名称はギャプランのもとになったデザインの機体の名称である。
地球連邦軍がサブフライトシステムに頼らないMS単体での大気圏内飛行を目指し試作した可変MSで、ギャプランの始祖に当たる機体。当時はまだ可変機の技術レベル自体が未成熟であったため可変機構のコンパクト化に大変難航し、全高25mを越す大型の機体となる。MSへの変形は2〜3秒で完了するが、逆に飛行形態への変形は10秒近い時間を要する。エンジン出力も実用レベルには程遠いもので、航空機としてもMSとしても致命的な欠陥を抱えている。

### ギャプラン・トレーナー
スマートフォンゲームアプリ『機動戦士ガンダム U.C. ENGAGE』に登場。
強化人間の訓練機として急遽開発され、連邦軍のNT研究機関で運用された機体。複座式（対面）で、テスト機カラーとして通常型では赤い部分や腕部動力パイプが黄色に塗り替えられている。
イベント「0086 ペッシェ・モンターニュ ～水の星にくちづけをI～」では、ロザミアがペッシェとともに搭乗し、ベースジャバーに乗ったバーク中隊のハイザックやジム改と模擬戦をおこなう。

### ギャプランTR-5［フライルー］
『ADVANCE OF Ζ ティターンズの旗のもとに』に登場。
機体各部に微妙な差はあるが、基本的にはギャプランと同様の機体仕様となっている。
変更点は頭部センサーをヘイズルと同等のガンダムヘッドタイプに、機体各部に姿勢制御スラスターの増設など多々あるが、最大の特徴としてはギャプランの両腕に装備されていたムーバブル・シールド・バインダーがガンダムTR-1［ヘイズル］のシールド・ブースターに換装されたこと。これは強化人間でなくともギャプランを使用できるようにするための改修である。
武装はロングブレード・ライフル（分解することでビーム・ピストルになる）。
マーフィ小隊内では、TR-5本来の愛称である「ファイバー」や、ブレードアンテナが装備された頭部ユニットの形状から「ファイバーガンダム」などの愛称で呼ばれることも多いが、ファイバーから大気圏離脱・再突入用のパーツを外して空間戦闘用装備を施した本形態を明確に区別するため、メカニックマン達からの要望に応えてマーフィが「フライルー」と命名している。

#### ギャプランTR-5［フライルー］ウィンチシールド装備型
フライルーがウィンチシールドを装備した形態。ファイバーからファイバーユニットを分離するとまずこの形態になり、シールド・ブースターをウィンチシールドから外して両腕に装着することで上記のフライルーになる。

#### ギャプランTR-5［フライルー］支援パーツ装備型
ガンダムTR-1［ヘイズル］の追加装備であるGパーツ［フルドド］から得られたデータを基に開発したサポートユニット（のちのフルドドII）を装備したギャプランTR-5［フライルー］である（型式番号：ORX-005+FF-X39A）。「ギャプランTR-5［フライルー・ラーII］ (GAPLANT TR-5 [HRAIROO-RAH II])」とも呼ばれる。
フルドドIIは1機のみ装備。ガンダムTR-1［ヘイズル・ラー］にも装備されたクローアームをベースとしたクローが右肩に1基装備されており、内部にはビーム発信機も装備されている。これにより、ロング・ブレード・ライフルをビームキャノンとしても運用できる（左肩のものはクローアーム装備型ではない）。
フロントアーマーには2基、リアアーマーには1基サブアームが装備されており、リアアーマーに装備されたサブアームはMA形態でロング・ブレード・ライフルを固定するのに用いられる。しかし、通常の腕と併用できないのが欠点。さらにフロントアーマーには、ガブスレイと同位置にスプレットビーム砲も2基装備されている。腕部はギャプランと同様のムーバブル・シールド・バインダー内蔵ビーム・キャノンを2基装備。このサポートユニットを使用することで地上・宇宙・空中といったあらゆる領域で高い戦闘力を発揮できる。
これらの性能が評価され、「領域支配モビルアーマー（Area Dominance MA = エリア・ドミナンス・モビルアーマー）」というカテゴリーが設定された。
肩部追加武装のフルドドIIはフルドドをベースとしているので、本機の支援パーツはフルドドのユニットと換装してヘイズルに装備できる。またこれらのサポートユニットには幾つかプランがあげられているという。強化パーツ装着に伴う重量増加に対応して、シールドブースターがバインダーに換装されている。
同型が2機存在しているが、うち1機にはティターンズ・カラーが施され、RX-272系の頭部が装備されている。
火力強化型仕様
ヘイズル・アウスラのギガンティック・アーム・ユニットと同様に、フルドドIIを介してサイコガンダム系の腕部をビーム砲ユニットとして装備する。別プランとして、遠隔攻撃が可能なサイコガンダムMk-II系の腕部を装備する案もある。うち、サイコガンダム系の腕部を使用するものは、ギャプランTR-5［フライルー］ギガンティック・アーム・ユニット装備という名称でガンダムTR-S［エルアライラー］の実験機として運用された。
サイコギャプラン
火力強化型仕様の更なる発展形であり、「強化バインダー仕様」とも呼ばれる。ジオングのコンセプトを継承し、サイコミュ装備型の高機動戦闘MSとして開発された。大型の専用バックパックを介して、有線式の多連装ビーム砲付きの火力強化型バインダーユニットを装備する。

#### ギャプランTR-5［アドバンスド・フライルー］
新開発されたパーツを用いて改修されたTR-5の最終発展型。当初これらのパーツはマーフィー搭乗の1号機に装着される予定だったが、戦線の激化に伴う予備の2号機の実戦配備に伴い、各々にパーツを分配した別仕様の機体として完成された。もっとも、この計画変更も実際は運用プランの1つ「エリア・ドミナンス（領域支配）仕様」であり、異なる2機の特性を活かしたフォーメーション戦術、同一機故の高い互換性による柔軟なパーツ換装等、様々な利便性をもたらした。
なお、アドバンスド仕様への強化に合わせ、頭部センサーは従来のモノアイからツインアイ仕様に換装。両頬のフェイスガードも延長され、よりガンダムタイプに近い形状となった。
最終決戦時ガブリエル・ゾラのリック・ディアス［シュトゥッツァー］と交戦し中破、フライルー1号機とともにアスワンに回収されるも誘爆の危険があったため船外破棄される。
武装・装備
拡散メガ粒子砲
背部増加スラスターブロック上段に設置されたメガ粒子砲。固定式だが、基部に設けられた上下の可動域によりある程度の射角変更が可能。
増加スラスターユニット
両腕シールド・バインダー後部に増設された高出力スラスター。その巨大さ故腕部のみでの懸架が困難となり、背部スラスターブロックより延長されたアームユニットとの2点で支持される。
開放型バレルキャノン
胸部中央に固定されたロング・ビーム・キャノン。ヘイズル・アウスラ等が装備するシールド・キャノンのバレル延長タイプ。
クラッカー・ホルダー
左スカートに設置された機雷用ホルダー。投擲用の機雷を3基装備する。

##### ギャプランTR-5［アドバンスド・フライルー］フルアーマー形態 ／ ギャプランTR-5［フライルー・ラーII］フルアーマー形態[32]
新開発されたパーツを用いて改修されたTR-5の最終発展型である［アドバンスド・フライルー］にフルドトIIと追加ブースターを装備したエリアドミナンス機の完成形といえる機体。ティターンズが保有する20m級のMSのうちでは最も高い性能を誇るとされるが、実際に戦線に投入されたかは不明である。
A.O.Z Re-bootでは「ギャプランTR-5［フライルー・ラーII］フルアーマー形態」という呼称が定着しており、本形態がTR-6を除けば、ティターンズが保有する最強クラスの機体であり、最終兵器ガンダム・インレの母体としても運用が可能とされている。

#### ギャプランTR-5［ファイバー］
雑誌企画『ADVANCE OF Ζ ティターンズの旗のもとに』に登場する、ティターンズの拠点侵攻用可変MA。
「弾道軌道による敵拠点への超音速侵攻」をコンセプトとして開発され、ギャプランの改修機ギャプランTR-5をコアユニットとしてセンサー・弾頭ユニット、機首ユニット、耐熱フィールドユニット、スラスターユニットと2つの複合バインダーユニットから構成される。旧世紀に開発された大陸間弾道ミサイル（ICBM）に類似した運用コンセプトを持っており、MA形態で地上から打ち上げられ、一度大気圏を離脱後、大気圏に再突入し地球の引力を利用することで敵が迎撃不能な速度まで加速して敵軍の拠点を強襲する。打ち上げ時には機首に大気整流カバーを装着し、巨大なロケットブースターを用いる。再突入までは無防備で特に打ち上げ時が最も速度が遅いため、迎撃のおそれがある。そのため本体のシールドブースターも併用して加速し、短時間で大気圏を離脱する。
ICBMと異なり、敵地に進入後、可変MAの利点を活かすことによりピンポイント攻撃が可能である。その際、敵拠点の迎撃システムから機体を守るためにスラスターを兼ねたバインダーにはIフィールドジェネレーターと拡散ビーム砲といった能動的な防御装備が内蔵されている。また、単独による強襲だけでなく、2機のMSを搭載し敵地にて展開することで小隊規模での拠点制圧も可能となっている。
高い防御力と加速性を得た引き換えとして、MAをも超える巨大な機体となってしまい、戦艦のMSデッキには入ることができない。そのため宇宙での輸送の際には船外にワイヤーで牽引されて整備などが行われる。またその性質上、万が一敵拠点の制圧に失敗した場合は出撃地点まで自力で帰還することが出来ず、仮に成功したとしても専用の大がかりな回収部隊が必要となることに変わりはなく、実際に運用するには非効率的で、ほとんど特攻兵器とならざるを得ないという欠点も抱えている。
機首ユニットはコアユニットのセンターアーマーに装着される。各種センサーが搭載され、十字状のモノアイレールを有する。また、侵攻作戦で目標を破壊するための爆弾を2基装備する。
機体下部の耐熱フィールドユニットは大気圏再突入用の冷却システムであり、5基のノズルから冷気を排出し、機体を冷却することで摩擦熱から保護する。搭載する2機のMSをも冷却する必要があり、高出力のものとなっている。
機体上面を覆うスラスターユニットには3基のハイブリッド型ジェネレーターを搭載しており、大気圏内ではジェット推進を行う。コアユニットのバックパックと直結する形となっており、巨大な機体を大気圏内で飛行させるため高い推進力を発する。また、機体前面にはコアユニットを保護するための大型の装甲、下面には補助センサーが設置されている。
本機を最も特徴づける大型の複合防御バインダーはコアユニットの肩部、前腕部およびスラスターユニットの3点支持によりドラムフレームを介して上下に2分されるIフィールドジェネレーターに接続される。このドラムフレームはアッシマーに採用されたものを大型化したものである。さらにIフィールドジェネレーターからバインダーアームを介して大型のバインダーに接続される。上部のバインダーには隠し腕が内蔵され、上下バインダー間に搭載するMSのラッチを保持する。下部のバインダーはプロペラントタンクを兼ねたメインスラスターとなっており、上部のものと比較して巨大なものとなっている。
また、Iフィールドジェネレーターにエネルギー出力を集中するため、拡散ビーム砲のエネルギー供給用のEパックを大量に搭載する。上下のバインダーとも前半部は共通のユニットとなっており、吸排気口を有し各5門、計20門の拡散ビーム砲を装備する。通常、砲門はカバーで保護されているが、使用時にはカバーを排除して敵の迎撃ミサイルに対して弾幕を張る。バインダーは前方に展開することにより拡散ビーム砲による前面防御が可能である上に、エアブレーキとしても機能すると考えられている。
MS形態
ファイバーもギャプランと同様、変形が可能である。変形時には両肩の大型バインダーが2基に分離され、先端のセンサーがフロントアーマーを兼ねたサブセンサーとしても機能する。MS形態では拡散ビーム砲を主武装として使用する。これはファイバーが苦手な接近戦においては有効な攻撃手段となる。その他には胸部に装備された爆弾、ガンダムTR-1［ヘイズル・ラー］と同様のロングブレード・ライフル、ダブル・シールド・ブースターに装備されたビーム砲を使用する。
強大な推力によってMS形態でも大気圏内での飛行を可能にし、空中戦闘での性能を最大限に引き出すことが可能だが、総重量の大幅な増加とバインダーの干渉によって歩行はほぼ不可能になっている。また、MS形態ではIフィールド発生器が分割されるため、ビーム・バリアの機能は使用できない（電撃ホビーマガジンのストーリーではMS形態でIフィールドを使用する描写がある）。ファイバー・ユニット自体は炸薬による排除が可能で、通常のTR-5になることができる。
頭部はガンダムTR-1［ヘイズル］によるガンダムヘッドが敵に与える心理的影響を考慮し、ヘイズルと同等のセンサーに換装されている（ただし、カメラはモノアイとなっている）。また、ダブル・シールド・ブースターは半自動制御による遠隔操作も検討されたという。

### ギャプランS
『サイバーコミックス』11.に掲載されたそうま竜也の漫画「機動戦士Ζガンダム ユーロサーカス」に名称と型式番号のみ登場（型式番号：ORX-005S）。本作は第1話のみしか掲載されなかったため、そのほかの詳細は一切不明。

### ギャプランカスタム エリシアスペシャル
漫画『機動戦士ガンダム エコール・デュ・シエル』に登場するギャプランのカスタム機。ティターンズ所属の強化パイロット、エリシア・ノクトンが搭乗する。
当初彼女はノーマル仕様の機体に搭乗していたが、かつての同窓生であり、ライバルでもあったエゥーゴのMSパイロット、アスナ・エルマリート駆るリック・ディアスとの交戦による損傷をきっかけに、修復と同時に試作パーツを用いたカスタマイズが施された。改修内容は武装面の強化が主で、右腕シールド・バインダーは2連装ビーム・キャノン内蔵の新型タイプに換装、反対に左腕バインダーは火器を排除し、防御及びブースターとしての機能を重視した仕様としている。また、股間部にはガトリング機関砲及びビーム・キャノンを1門ずつ内蔵する。加えて、頭部には羽飾り状のセンサーユニットを装備し通信機能を強化。機体色も赤紫のパーソナルカラーに再塗装されている。
これらの改修によって怪物じみた外見となり、原型機とは大きく印象が異なっている。が、本質的なスペックにはさほど向上が無く、関係者からは「（エリシア自身の才能の限界を含めて）見せ掛けだけのハリボテ」と揶揄されていたようである。

### ギャプラン改
ゲーム『SDガンダム GGENERATION-F』で登場したカラバ仕様のギャプラン。高高度迎撃用MAとして改修された機体である。
グリプス戦役時にクワトロ・バジーナがダカールでティターンズの横暴を告発する演説を行ったことで、世論はティターンズを見限るようになった。ギャプランを開発したオークランド研究所も例外ではなく、裏取引によって当機がカラバに提供されることになった。
変形機構や脚部は排除されており、高速を活かした成層圏での一撃離脱戦法の戦闘を主眼として設計されている。武装はギャプランと同様のメガ粒子砲を主武装としているが、拡散・収束の用途に応じた切り替えが可能となっている。また12連装ミサイルランチャーや、機首には対戦闘機用のバルカンポッドが増設された。
当機は20機程度が量産され、大気圏突入中の降下部隊や巨大空中空母に対する迎撃に使用される予定であったが、通常のギャプランやΖプラスがカラバに配備されることになり、開発計画は頓挫している。
なお、雑誌『ガンダムエース』2005年2月号の『GAME'S MSV』#27では、シミュレーション映像という体裁のイラストが掲載され、そこではΖプラスを撃墜している。

### ギャプラン（イングリッド0機）
漫画『機動戦士ガンダム MSV-R ジョニー・ライデンの帰還』に登場。「ジョニー・ライデン」を名乗る少女・イングリッド0が搭乗する。
ムーバブル・シールド・バインダーを大型で曲面を帯びたものに換装（そのため、腕部への接続アームが2本となっている）、MA形態では先端のビーム・ライフル（可動式）を合わせて機首とする。この状態で左右のビーム・ライフルを斉射することによって、メガ・ランチャー（「ビーム・メガ・キャノン」とも）にもなる。ビーム・サーベルはムーバブル・シールド・バインダー内蔵型に変更されている。また、専用ブースターには誘導ミサイル発射管が上下左右14基ずつ、計56基追加されており、パージした状態でも発射可能。塗装はジョニーのパーソナル・カラーである赤と黒を基調に、一部黄色が配されており、バインダーには大きく「一角獣（ジョニーと同じく黄色で黒い縞があるが、泣いている）とハートとリボン」をモチーフにしたイングリッドのパーソナル・エンブレムが描かれている。
宇宙世紀0090年に、FSS所属のレッド・ウェイラインがジョニー・ライデンであるかを確かめるため、連邦軍第72技術試験区域航空宇宙試験場でレッドが試験飛行をおこなうコア・ブースタープラン004を襲撃するが、相手が旧式機にもかかわらずことごとく攻撃を避けられ、さらに分離したブースター部をぶつけられて第6環境改善プラントに落下する。なお、直前にレッドのコア・ファイターの右翼を損傷させ、同じ地点に落下させている。

### シュツルム・イェーガー
『機動戦士ガンダム ジオンの再興』など近藤和久の漫画に登場（型式番号：ORX-005EX）。
経緯は不明だがジオン側にて使用されており、「シリウスの魔女」と恐れられたマイヤー少尉が搭乗する。漫画『サイドストーリー オブ ガンダムΖ』では、ティターンズ側で登場しており、アムロ救出のため陽動に出ていたエゥーゴのグレッグ隊は本機で構成された第6航空突撃師団の急襲を受け、全滅した。またレドームを装備した早期哨戒型も登場している。飛行形態では通常航空機に匹敵するスピードで飛行可能。ブースター装着により大気圏外への脱出もできるが、一部機能への特化により歩行機能は劣悪なものになっている。軽量化のため耐弾性も一般MSより低い。そのため基本的にはMA形態で戦闘機と同様の運用を行うことが多い。